# مجموعة الأمير قرقماس
مدرسة الأمير قرقماس، تقع في منطقة قرافة المماليك، على يمنة السالك من منطقة السيدة عائشة، إلى منطقة مصر الجديدة عن طريق صلاح سالم. أنشئت بين عام (1505 - 1507).

## التخطيط المعماري
هذه المجموعة البنائية التي أنشأها الأمير قرقماس أتابك العسكر في عصر السلطان الغوري، تضم مدرسة وقبة دفن وسبيل وكتاب. وتشرف المدرسة على الخارج بثلاث واجهات، والواجهة الشمالية الشرقية هي الرئيسية فهي التي تحوي المدخل الرئيسي للمدرسة. ويتقدم المدخل سلم ذو جناحين وفتحة الدخول متوجة بعقد مدائني. وتقود فتحة المدخل إلى دركاة تؤدي للمدرسة من الداخل.
وتتبع المدرسة في تخطيطها المعماري العام ما اصطلح علماء الآثار على تسميته باسم التخطيط الإيواني، ونموذجه هنا صحن أوسط أو درقاعة يحيط بها إيوانان رئيسيان هما الجنوبي الشرقي الذي يحوي محراب القبلة، والإيوان المقابل له وهو الشمالي الغربي، كما يحيط بهذا الصحن إيوانان صغيران جانبيان أو سدلتان في الناحيتين الجنوبية الغربية والشمالية الشرقية. والقبة الملحقة بالمدرسة بها قبر المنشئ، كما يعلو سبيل المدرسة كتاب.